# Date, Fukushima
Date (japanska: 伊達市?, Date-shi) är en stad i Fukushima prefektur i Japan. Staden fick stadsrättigheter 2006.